# کاستیلیونه دل لاگو
کاستیلیونه دل لاگو (به ایتالیایی: Castiglione del Lago) یک کومونه در ایتالیا است که در استان پروجا واقع شده‌است.

## خصوصیات
کاستیلیونه دل لاگو ۲۰۵ کیلومترمربع مساحت و ۱۵٬۰۷۰ نفر جمعیت دارد و ۳۰۴ متر بالاتر از سطح دریا واقع شده‌است.

## خواهرخوانده
شهرهای تخپ، Lempäälä و کپرژیونیتسه خواهرخوانده‌های کاستیلیونه دل لاگو هستند.